# 擬雷克氏副獅子魚
擬雷克氏副獅子魚，為輻鰭魚綱鮋形目杜父魚亞目獅子魚科的其中一種，分布於西南太平洋紐西蘭Bounty深淵，棲息深度2786-2821公尺，體長可達12.8公分，為深海底棲性魚類，屬肉食性，生活習性不明。

## 擴展閱讀
維基物種上的相關：擬雷克氏副獅子魚